# Gervillella
Gervillella (Sowerby, 1814) is een geslacht van uitgestorven tweekleppige weekdieren van de familie Bakevelliidae. Het werd voor het eerst beschreven in het jaar 1814 door de Britse naturalist en illustrator James Sowerby.

## Anatomische kenmerken
Ze hebben longitudinaal langwerpige ongelijke kleppen, de linker is groter dan de rechter. De schelpen zijn versierd met concentrische groeilijnen die beginnen in de umbonale zone en gaan naar het einde van de dorsale marge achter de umbo. In het scharnier kunnen twee voorste tanden en één achterste tand worden waargenomen.

## Leefwijze
Omdat het deel uitmaakt van een uitgestorven groep, is het niet mogelijk om een directe vergelijking te maken met huidige organismen. Echter, vanwege de morfologie van de folders, anatomische kenmerken en paleomilieuaspecten wordt afgeleid dat ze zich gedroegen als benthische, semi-infantiele organismen die in ondiepe wateren leefden, verbonden met een zacht substraat door een byssus. Zijn dieet was suspensivoor.

## Verspreiding
Het eerste exemplaar dat werd beschreven, werd toegewezen aan de Oxfordien van Engeland. In Europa zijn exemplaren te vinden van het Onder-Jura tot het Onder-Krijt. Van deze laatste strekten ze zich uit naar Azië, Afrika en Zuid-Amerika. In Argentinië zijn alleen exemplaren gevonden in het bekken van Neuquén, meer bepaald in de Agrio-formatie, waar ze variëren van het Boven-Sinemurien-Pliensbachien tot het Onder-Barremien.